# Максимович, Мирослав
Мирослав Максимович (серб. Мирослав Максимовић, 26 мая 1946, Негошево, община Бачка-Топола) – сербский поэт.

## Биография
Рос в Белграде и Сараево. С 1965 живет в Белграде.
В декабре 2013 в рамках Дней сербской культуры выступал в Санкт-Петербурге ().

## Избранные произведения
- Спавач под упијачем (1971)
- Мењачи (1972)
- Сонети о животним радостима и тешкоћама (1986)
- 55 сонета о животним радостима и тешкоћама (1991)
- Небо (1996, премия  Бранко Чопича)
- Избранные стихотворения/ Изабране песме (2000, премия Змая)
- Белградские стихи/ Београдске песме (2002)
- 77 сонета о животним радостима и тешкоћама (2008, премия Васко Попы)
- Шапат кише о слободи, избранные стихотворения (2009)

## Признание
Премия Десанки Максимович (2008) и др. Стихи переведены на многие европейские языки.